# Alwiyat Fadschr al-Hurriyya
Alwiyat Fadschr al-Hurriyya (arabisch ألوية فجر الحرية, DMG Alwiyat Faǧr al-Ḥurriyya) ist die Koalition einzelner Brigaden, die im syrischen Bürgerkrieg kämpft. Eine bekannte Brigade dieser Koalition ist die Katāʾib Schams asch-Schimāl. Der Zusammenschluss selbst trat im September 2014 dem Bündnis Burkān al-Furāt bei, welches bei der Schlacht um Kobanê auf Seiten der verteidigenden Volksverteidigungseinheiten (YPG) mitkämpfte.